# Fender Jag-Stang
A Fender Jag-Stang egy elektromos gitár, melyet a Fender amerikai hangszercég készített 1994 és 2001 között, majd 2003 és 2005 között ismét. A gitár a Fender Jaguar és Mustang modellek ötvözéséből jött létre.

## Története
Kurt Cobain, a Nirvana egykori énekes-gitárosa javasolta a cégnek a Mustang és Jaguar modellek ötvözését. Larry L. Brooks, a Custom Shop gitárkészítője két balkezes prototípust készített, melyek közül Cobain csak az egyiket használta. A hangszer kisebb módosításokon esett át, mielőtt 1994-ben megjelent volna a Nirvana In Utero turnéján. Sokak szerint Cobain nem volt teljesen elégedett a hangszerrel, így igen ritkán használta azt.

## Felépítése
A Fender Jag-Stang felépítése a Mustang és Jaguar gitárok ötvözete. A testforma nyújtottabb, de lényegében megegyezik a Mustangéval, csakúgy mint a húrláb tremolószerkezete, a "Dynamic Vibrato".
Kurt prototípusában egy Fender Texas Special nyaki és egy DiMarzio H-3 híd pickup csücsült, a sorozatgyártott verzióba viszont egy vintage egytekercses (single-coil), és egy „special design” ikertekercses (humbucker) került. Ezek mindegyike saját ki/be kapcsolóval rendelkezik, hasonlóan a Jaguar modellekhez, de itt a kapcsolókkal a hangszedők fázisát is meg lehet fordítani.
A nyak 24"-os, rövid skálás, 22 érintővel, Kurt Cobain egyik kedvenc nyaktípusának, a Fender Mustang nyakának a pontos mása.

## Kurt Cobain Jag-Stangja
Kurt Cobain egy 1993-as vázlatán a gitár még Jaguar húrlábbal, tune-o-matic híddal, 3+3-as kulcselrendezésű fejjel látható. A híd hangszedő egy duplatekercses '59-es Les Paul, a nyaki pedig egy Jaguar.
Cobain halála után a Sonic Blue Jag-Stangját Courtney Love az R.E.M. gitárosának, Peter Bucknak ajándékozta. Ez látható a What's the Frequency, Kenneth? klipben, valamint Mike Mills ezen játssza a koncerteken a Let Me In című számot, amit Kurt Cobain emlékére írtak.

## Külső hivatkozások
- Jag-Stang.com
- Harmony Central